# Giro di Romandia 2013
Il Giro di Romandia 2013, sessantasettesima edizione della corsa, valido come quattordicesima prova dell'UCI World Tour 2013, si svolse in cinque tappe dal 23 al 28 aprile 2013 precedute da un cronoprologo, per un percorso totale di 761,9 km. Fu vinto dal britannico Chris Froome con il tempo di 19 ore 24 minuti e 51 secondi alla media di 39,24 km/h.
Raggiunsero il traguardo di Ginevra 115 ciclisti in totale.

## Tappe
| Tappa  | Data      | Percorso                              | km    | Vincitore di tappa   | Leader cl. generale |
| ------ | --------- | ------------------------------------- | ----- | -------------------- | ------------------- |
| Prol.  | 23 aprile | Bruson (cron. individuale)            | 7,45  | Chris Froome         | Chris Froome        |
| 1ª     | 24 aprile | Saint-Maurice > Renens                | 176,4 | Gianni Meersman      | Chris Froome        |
| 2ª     | 25 aprile | Prilly > Grenchen                     | 190,3 | Ramūnas Navardauskas | Chris Froome        |
| 3ª     | 26 aprile | Payerne > Payerne                     | 181   | Gianni Meersman      | Chris Froome        |
| 4ª     | 27 aprile | Marly > Diablerets                    | 188,5 | Simon Špilak         | Chris Froome        |
| 5ª     | 28 aprile | Ginevra > Ginevra (cron. individuale) | 18,7  | Tony Martin          | Chris Froome        |
| Totale | Totale    | Totale                                | 761,9 |                      |                     |

## Squadre partecipanti
| N.      | Cod. | Squadra                 |
| ------- | ---- | ----------------------- |
| 1-8     | SKY  | Sky Procycling          |
| 11-18   | KAT  | Katusha Team            |
| 21-28   | RLT  | RadioShack-Leopard      |
| 31-38   | MOV  | Movistar Team           |
| 41-48   | OPQ  | Omega Pharma-Quickstep  |
| 51-58   | GRS  | Garmin-Sharp            |
| 61-68   | BMC  | BMC Racing Team         |
| 71-78   | CAN  | Cannondale Pro Cycling  |
| 81-88   | BLA  | Blanco Pro Cycling Team |
| 91-98   | ALM  | AG2R La Mondiale        |
| 101-108 | AST  | Astana Pro Team         |

| N.      | Cod. | Squadra            |
| ------- | ---- | ------------------ |
| 111-118 | LAM  | Lampre-Merida      |
| 121-128 | TST  | Team Saxo-Tinkoff  |
| 131-138 | OGE  | Orica-GreenEDGE    |
| 141-148 | EUS  | Euskaltel-Euskadi  |
| 151-158 | FDJ  | FDJ                |
| 161-168 | VCD  | Vacansoleil-DCM    |
| 171-178 | LTB  | Lotto-Belisol Team |
| 181-188 | ARG  | Team Argos-Shimano |
| 191-198 | EUC  | Team Europcar      |
| 201-208 | IAM  | IAM Cycling        |

## Dettagli delle tappe

### Prologo
- 23 aprile: Bruson – Cronometro individuale – 7,45 km

Risultati
| Pos. | Corridore          | Squadra        | Tempo  |
| ---- | ------------------ | -------------- | ------ |
| 1    | Chris Froome       | Sky Procycling | 13'15" |
| 2    | Andrew Talansky    | Garmin-Sharp   | a 6"   |
| 3    | Robert Kišerlovski | RadioShack     | a 13"  |

| Pos. | Corridore          | Squadra        | Tempo  |
| ---- | ------------------ | -------------- | ------ |
| 1    | Chris Froome       | Sky Procycling | 13'15" |
| 2    | Andrew Talansky    | Garmin-Sharp   | a 6"   |
| 3    | Robert Kišerlovski | RadioShack     | a 13"  |

### 1ª tappa
- 24 aprile: Saint-Maurice > Renens - 176,4 km

Risultati
| Pos. | Corridore       | Squadra       | Tempo    |
| ---- | --------------- | ------------- | -------- |
| 1    | Gianni Meersman | Omega Pharma  | 4h29'09" |
| 2    | Giacomo Nizzolo | RadioShack    | s.t.     |
| 3    | Roberto Ferrari | Lampre-Merida | s.t.     |

| Pos. | Corridore          | Squadra        | Tempo    |
| ---- | ------------------ | -------------- | -------- |
| 1    | Chris Froome       | Sky Procycling | 4h42'24" |
| 2    | Andrew Talansky    | Garmin-Sharp   | a 6"     |
| 3    | Robert Kišerlovski | RadioShack     | a 13"    |

### 2ª tappa
- 25 aprile: Prilly > Grenchen – 190,3 km

Risultati
| Pos. | Corridore            | Squadra      | Tempo    |
| ---- | -------------------- | ------------ | -------- |
| 1    | Ramūnas Navardauskas | Garmin-Sharp | 4h51'49" |
| 2    | Enrico Gasparotto    | Astana       | s.t.     |
| 3    | Gianni Meersman      | Omega Pharma | s.t.     |

| Pos. | Corridore          | Squadra        | Tempo    |
| ---- | ------------------ | -------------- | -------- |
| 1    | Chris Froome       | Sky Procycling | 9h34'13" |
| 2    | Andrew Talansky    | Garmin-Sharp   | a 6"     |
| 3    | Robert Kišerlovski | RadioShack     | a 13"    |

### 3ª tappa
- 26 aprile: Payerne > Payerne – 181 km

Risultati
| Pos. | Corridore         | Squadra       | Tempo    |
| ---- | ----------------- | ------------- | -------- |
| 1    | Gianni Meersman   | Omega Pharma  | 4h19'03" |
| 2    | Francesco Gavazzi | Astana        | s.t.     |
| 3    | Michael Albasini  | Orica-GreenE. | s.t.     |

| Pos. | Corridore       | Squadra        | Tempo     |
| ---- | --------------- | -------------- | --------- |
| 1    | Chris Froome    | Sky Procycling | 13h53'16" |
| 2    | Andrew Talansky | Garmin-Sharp   | a 6"      |
| 3    | Gianni Meersman | Omega Pharma   | a 9"      |

### 4ª tappa
- 27 aprile: Marly > Diablerets – 188,5 km

Risultati
| Pos. | Corridore    | Squadra        | Tempo    |
| ---- | ------------ | -------------- | -------- |
| 1    | Simon Špilak | Katusha Team   | 5h10'00" |
| 2    | Chris Froome | Sky Procycling | s.t.     |
| 3    | Rui Costa    | Movistar Team  | a 1'03"  |

| Pos. | Corridore    | Squadra        | Tempo     |
| ---- | ------------ | -------------- | --------- |
| 1    | Chris Froome | Sky Procycling | 19h03'10" |
| 2    | Simon Špilak | Katusha Team   | a 47"     |
| 3    | Rui Costa    | Movistar Team  | a 1'21"   |

### 5ª tappa
- 28 aprile: Ginevra > Ginevra – Cronometro individuale – – 18,7 km

Risultati
| Pos. | Corridore          | Squadra        | Tempo  |
| ---- | ------------------ | -------------- | ------ |
| 1    | Tony Martin        | Omega Pharma   | 21'07" |
| 2    | Adriano Malori     | Lampre-Merida  | a 16"  |
| 3    | Christopher Froome | Sky Procycling | a 34"  |

| Pos. | Corridore    | Squadra        | Tempo     |
| ---- | ------------ | -------------- | --------- |
| 1    | Chris Froome | Sky Procycling | 19h24'51" |
| 2    | Simon Špilak | Katusha Team   | a 54"     |
| 3    | Rui Costa    | Movistar Team  | a 1'49"   |

## Evoluzione delle classifiche
| Tappa              | Vincitore            | Classifica generale Maglia gialla | Classifica scalatori Maglia rosa | Classifica sprint Maglia verde | Classifica giovani Maglia bianca | Classifica squadre | Premio combattività |
| ------------------ | -------------------- | --------------------------------- | -------------------------------- | ------------------------------ | -------------------------------- | ------------------ | ------------------- |
| Prol.              | Christopher Froome   | Christopher Froome                | Christopher Froome               | non assegnata                  | Thibaut Pinot                    | Sky Procycling     | non assegnato       |
| 1ª                 | Gianni Meersman      | Christopher Froome                | Garikoitz Bravo                  | Julien Bérard                  | Thibaut Pinot                    | Sky Procycling     | Garikoitz Bravo     |
| 2ª                 | Ramūnas Navardauskas | Christopher Froome                | Garikoitz Bravo                  | Matthias Brändle               | Thibaut Pinot                    | Sky Procycling     | Matthias Brändle    |
| 3ª                 | Gianni Meersman      | Christopher Froome                | Marcus Burghardt                 | Matthias Brändle               | Thibaut Pinot                    | Sky Procycling     | Marcus Burghardt    |
| 4ª                 | Simon Špilak         | Christopher Froome                | Marcus Burghardt                 | Matthias Brändle               | Thibaut Pinot                    | Sky Procycling     | Tony Martin         |
| 5ª                 | Tony Martin          | Christopher Froome                | Marcus Burghardt                 | Matthias Brändle               | Wilco Kelderman                  | Sky Procycling     | non assegnato       |
| Classifiche finali | Classifiche finali   | Christopher Froome                | Marcus Burghardt                 | Matthias Brändle               | Wilco Kelderman                  | Sky Procycling     |                     |

## Classifiche finali

### Classifica generale - Maglia gialla
| Pos. | Corridore              | Squadra        | Tempo     |
| ---- | ---------------------- | -------------- | --------- |
| 1    | Chris Froome           | Sky Procycling | 19h24'51" |
| 2    | Simon Špilak           | Katusha Team   | a 54"     |
| 3    | Rui Costa              | Movistar Team  | a 1'49"   |
| 4    | Thomas Danielson       | Garmin-Sharp   | a 1'54"   |
| 5    | Wilco Kelderman        | Blanco         | a 2'03"   |
| 6    | Jean-Christophe Péraud | AG2R La Mond.  | a 2'14"   |
| 7    | Jurgen Van den Broeck  | Lotto-Belisol  | a 2'16"   |
| 8    | Richie Porte           | Sky Procycling | a 2'31"   |
| 9    | Alejandro Valverde     | Movistar Team  | a 2'32"   |
| 10   | Marcel Wyss            | IAM Cycling    | a 2'41"   |

### Classifica scalatori - Maglia rosa
| Pos. | Corridore        | Squadra       | Punti |
| ---- | ---------------- | ------------- | ----- |
| 1    | Marcus Burghardt | BMC Racing    | 46    |
| 2    | Garikoitz Bravo  | Euskaltel     | 29    |
| 3    | Arthur Vichot    | FDJ           | 26    |
| 4    | Pierre Rolland   | Europcar      | 19    |
| 5    | Julien Berard    | AG2R La Mond. | 18    |

### Classifica sprint - Maglia verde
| Pos. | Corridore        | Squadra       | Punti |
| ---- | ---------------- | ------------- | ----- |
| 1    | Matthias Brändle | IAM Cycling   | 19    |
| 2    | Arthur Vichot    | FDJ           | 9     |
| 3    | Marcus Burghardt | BMC Racing    | 9     |
| 4    | Julien Berard    | AG2R La Mond. | 7     |
| 5    | Mikel Astarloza  | Euskaltel     | 6     |

### Classifica giovani - Maglia bianca
| Pos. | Corridore               | Squadra       | Tempo     |
| ---- | ----------------------- | ------------- | --------- |
| 1    | Wilco Kelderman         | Blanco        | 19h26'54" |
| 2    | Thibaut Pinot           | FDJ-BigMat    | a 40"     |
| 3    | Carlos Alberto Betancur | AG2R La Mond. | a 48"     |
| 4    | Sébastien Reichenbach   | IAM Cycling   | a 3'34"   |
| 5    | Georg Preidler          | Argos-Shimano | a 3'48"   |

### Classifica a squadre
| Pos. | Squadra            | Tempo     |
| ---- | ------------------ | --------- |
| 1    | Sky Procycling     | 58h20'44" |
| 2    | RadioShack-Leopard | a 4'23"   |
| 3    | Movistar Team      | a 5'19"   |
| 4    | IAM Cycling        | a 5'22"   |
| 5    | AG2R La Mondiale   | a 6'30"   |